# Puymangou
Puymangou är en kommun i departementet Dordogne i regionen Nouvelle-Aquitaine i sydvästra Frankrike. Kommunen ligger i kantonen Saint-Aulaye som tillhör arrondissementet Périgueux. År 2018 hade Puymangou 69 invånare.

## Befolkningsutveckling
Antalet invånare i kommunen Puymangou
Referens:INSEE